# Алуту
Алуту (англ. Alutu) — вулкан на юге Эфиопии в области Оромия высотой 2335 м. Находится между озерами Лангано и Звай.
Является спящим стратовулканом, с множеством боковых вулканических разломов и несколькими кратерами до 1 км в диаметре. Сложен кремнивиемыми породами, пемзой, в меньшей степени риолитами. Также в своё время состав извергнутых лав состоял из пород обсидиана. Древнейшее извержение произошло 155 тысяч лет в виде выброса пород игнимбрита. Последние извержения происходили более 2000 лет назад в виде выхода на поверхность лавовых потоков базальта, обсидиана, образовавшихся впоследствии в брекчии и пемзу. В настоящее время в районе Алуту происходит сильная фумарольная активность, вследствие этого вулкан входит в программу изучения геотермальных источников в данном районе группой геологов. В период с 1981 по 1985 гг. в районе вулкана были пробурены скважины в районе фумарольных полей. Их глубина колебалась от 1300 м до 2500 м. Температура фиксировалась от 88 °C до 335 °C. Бурение 5 скважин оказалось эффективным и они стали использоваться для местных нужд.